# ايو جيما، ناغاساكي

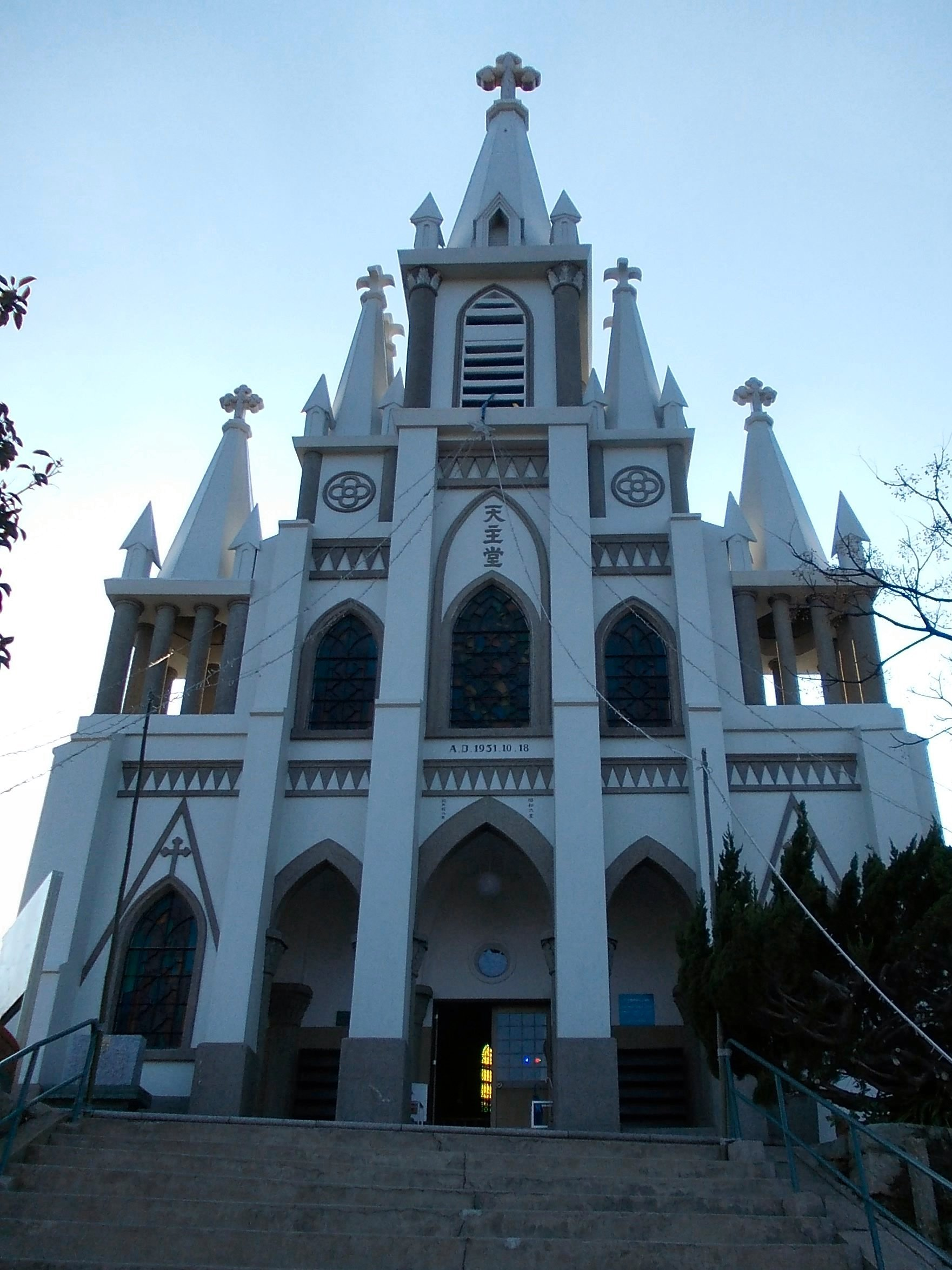
تعتبر كنيسة ماجومي الكاثوليكية في إيجيما ملكية ثقافية معروفة في اليابان.

ايو جيما (باليابانية:伊王島町, Iōjima-chō) وهي بلدة تقع في منطقة نيشيسونوغي ، في محافظة ناغاساكي، اليابان. كانت ايو جيما هي المدينة الوحيدة في جزيرة ايو جيما بالقرب من مدينة ناغاساكي. تضم الجزيرة شواطئ ونهر أونسن.
اعتبارًا من عام 2003 ، كان عدد سكان البلدة 883 نسمة وبكثافة بلغت 390.71 نسمة لكل كيلومتر مربع. وبلغت المساحة الإجمالية 2.26 كيلومتر مربع.
في 4 يناير 2005 ، تم دمج ايو جيما، جنبًا إلى جنب مع مدن كوياغي و نوموزاكي و سانوا و سوتومي و تاكاشيما (جميعها من منطقة نيشيسونوغي) ، في مدينة ناغاساكي الموسعة ولم تعد موجودة كبلدية مستقلة بعد ذلك التاريخ.
يُطلق على أونسن الموجود في الجزيرة اسم (ناغاساكي أونسن ياسوراغي ايو جيما) وتتوفر فيها الينابيع الطبيعية وحمام نخالة الأرز المخمر، ومن من الناحية الفنية فإن جزيرة ايو جيما مرتبطة بالبر الرئيسي لكيوشو بواسطة جسر.

## روابط خارجية
- Official website of the City of Nagasaki in Japanese (some English content)